# Ramon Vinyes
Pour les articles homonymes, voir Vinyes.
Ramon Vinyes i Cluet, né le 8 mai 1882 à Berga (Catalogne) et mort le 5 mai 1952 à Barcelone, est un écrivain et dramaturge espagnol. Ses œuvres sont écrites en catalan.

## Biographie
Sa famille a déménagé à Barcelone lorsqu'il était enfant. Ramon Vinyes a écrit dans plusieurs revues littéraires. Il a vécu plusieurs années à Barranquilla, où il a dirigé la revue Voces. En 1940, il a créé le Groupe de Barranquilla avec José Félix Fuenmayor.

## Œuvres

### Théâtre
- Qui no és amb mi.
- Peter's bar.
- La creu del sud.
- Comiat a trenc d'alba.
- Els qui mai no s'atguren.
- Entre dues músiques.
- Li deien germà Congre.
- Fum sobre el teulat.
- El bufanúvols.

### Nouvelles
- A la boca dels núvols.
- Entre sambes i bananes.